# Гвоздев, Иван Алексеевич
Ива́н Алексе́евич Гво́здев (укр. Іван Олексійович Гвоздєв; 16 ноября 1988, Киев — 8 сентября 2022, Терновые Поды) — украинский военнослужащий, майор, участник российско-украинской войны. Герой Украины (14 октября 2022, посмертно).

## Биография
Иван Гвоздев родился 16 ноября 1988 года в Киеве. Большую часть своей жизни отдал службе в органах СБУ. В 2017 году перешёл на службу в новое Управление специальных операций Национального антикоррупционного бюро Украины. С началом полномасштабного российского вторжения в Украину в феврале 2022 стал на защиту родной земли. Погиб в начале сентября 2022 года в бою против российских солдат на Николаевщине.

## Награды
- Звание «Герой Украины» с удостоением ордена «Золотая Звезда» (14 октября 2022, посмертно) — за личное мужество и героизм, проявленные в защите государственного суверенитета и территориальной целостности Украины, верность военной присяге[2].